# Ольбія
Ольбія (італ. Olbia, сард. Terranoa, вен. Olbia) — місто та муніципалітет в Італії, у регіоні Сардинія, провінція Сассарі. До 2016 року муніципалітет належав до провінції Ольбія-Темпіо і був однією з двох її столиць.
Ольбія розташована на відстані близько 280 км на південний захід від Рима, 195 км на північ від Кальярі, 34 км на схід від Темпіо-Паузанії.
Населення — 58 723 особи (2014).

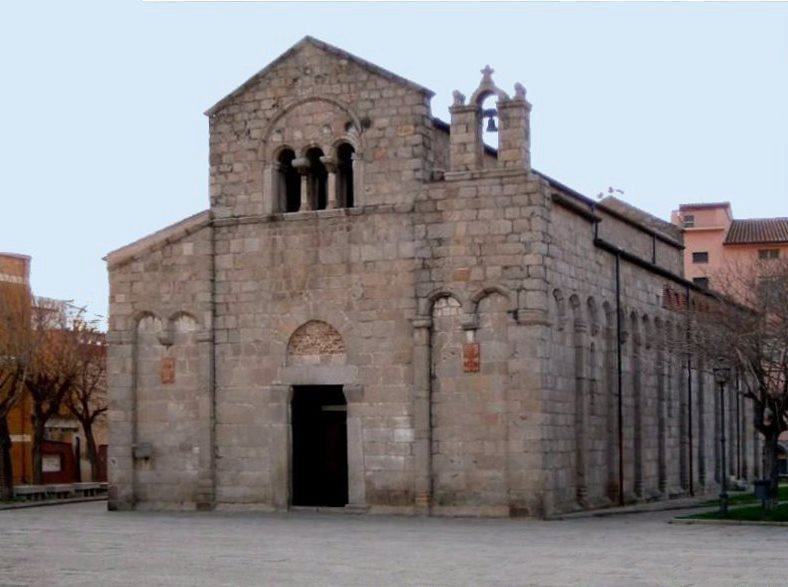

Щорічний фестиваль відбувається 15 травня. Покровитель — San Simplicio.

## Демографія
Населення за роками:

Станом на 1 січня 2023 року в муніципалітеті офіційно проживали 5852 іноземці з 95 країн, серед них 2975 громадян країн Євросоюзу та 170 громадян України.

## Сусідні муніципалітети
- Ала-деі-Сарді
- Арцакена
- Голфо-Аранчі
- Лоірі-Порто-Сан-Паоло
- Монті
- Падру
- Сант'Антоніо-ді-Галлура
- Тельті